# 敘事學
敘事學（英語：narratology）是關於敘事、敘事結構及這兩者如何影響我們的知覺的理論及研究。托多洛夫在他的《十日谈的文法（Grammaire du Décaméron）》（1969年）中創造了這個詞（法語：narratologie）。
敘事學的研究對象是各種被敘述後的文本（narrated text），包括了虛構文體（文學、詩等）及紀實文體（史學、學術出版品等），也包括了戲劇結構、情節發展工具、角色描寫、場景、類型及文學技巧。雖然“敘事學”一詞常被用在虛構文本上，但這並不代表紀實文本及其它形式的虛構（戏剧、電影、電子娛樂等）在敘事學的研究領域之外。
敘事學重要的次主題有包括了對連續性、真實性、“懸置不信”（參見“第四面牆”）的研究。

## 敘事的形式
任何故事依照作者的意願都可以被分成數個部份，通常是出自於行銷原因，但也可以當做一種創造特定敘事結構的文學手段（literary device）。常見的敘事形式有：
- 單本：（比如一部小说、一个小故事、一首诗、一部电影、一部戏剧或一段广播）是目前最常用的技巧。一個故事用一篇作品來敘述而不被分開。
- 雙部曲（英語：或）：是一套兩部的作品。比單本或三部曲少見。
- 三部曲（英語：trilogy）：是一套三部的作品。三部曲可能是第二常見的敘事形式。
- 四部曲（英語：tetralogy）：是一套四部的作品。
- 五部曲（英語：pentalogy）：是一套五部的作品。
- 连载：是一種可以延伸到作品數無限的敘事形式。這種形式在文學上比較少見，像是查尔斯·狄更斯曾用章回的方式出版他自己及其他作者的作品。在電視中比较常见，稱為連續劇（episodic media）。

故事在时间上被分为数个部分，常见的几个时间段有：
- 续篇：叙述的是被设置在原作的虚构环境之后的故事。通常续篇会继续延伸原作的故事主线。
  - 外续篇（英語：Spiritual sequel）：是间接地设置在原作之后的故事。通常外续篇会有其自有的虚构环境、时间、特色和人物肖像，不直接声明是续篇，但突出的仍是与原作相近的主题和概念。
- 先行篇（英語：Prequel）：叙述的是发生在原作之前并且与原作处于相同虚构环境下的故事，先行篇的作用通常是解释原作（使看起来原作是继续延伸着先行篇的故事主线）。因此先行篇必须要写得十分仔细，以免其情节与原作相违背。
- 中间篇（英語：Interquel）：叙述的是发生在已有的两部前作之间的故事，因此是一部作品的先行篇，同时也是另一部作品的续篇。
- 后行篇[來源請求]：叙述的是发生在与一部前作相同的时间和环境下的故事。

## 敘事技巧
当描述记叙文时，最重要的一个方面是该故事所讲述的观点。因此，就有了叙事学的两个基本形式：叙述（diegesis）和摹仿（mimesis）：前者的意思是陈述一个故事而不是表现一系列的事件，而后者正好相反。简单的说diegesis可以意味着存在一个具体化的叙述者，而mimesis是一个被一位全知且无实体的存在所讲述的故事。
叙事学上另外一个重要的方面是它的句段结构（syntagmatic structure），或是“将读者置入到意识时间里”：比如简单的记叙文、史诗或抒情诗等。详见句段结构。
更多特别的叙事技巧包括：
- False document：是一种记叙文的形式，其呈现的是一个作为一些虚构文档（日记，信件，录音带等）的记载的故事。这被用来创造一种真实感，一种超越了读者/听众所应有的怀疑和不信的真实感，就像有时把一个确切的距离放在了文章与它的作者之间。这种技巧可以应用既可以用在整个故事中，也可以只应用在故事的一个独立部分中（比如一个故事中的小故事）。
  - 书信体小说（epistolary novel）：是一种以一系列书信（通常是主人公写给他/她的朋友、相识或亲戚的）为形式的小说。通常是False document技巧的子形式。
- 框架小说（frame story）：是一个以一篇或至少一部分主要故事组成的，为组织一套短篇小说为目的的，每个故事都嵌入在一个故事之内的一个叙事技巧。